# 霧ヶ峰

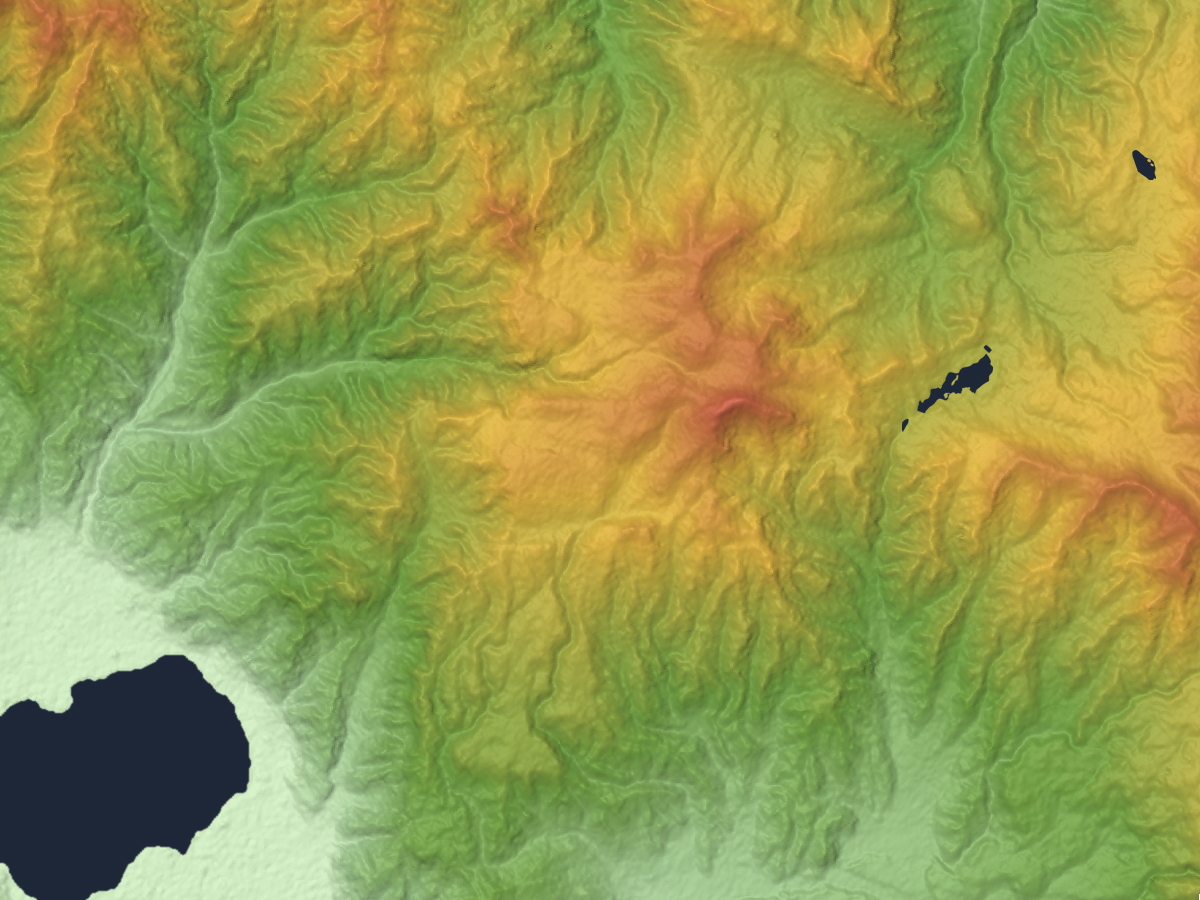
霧ヶ峰火山の地形図

霧ヶ峰（きりがみね）は、長野県中部の茅野市、諏訪市、諏訪郡下諏訪町にまたがる火山。八ヶ岳中信高原国定公園内にある。

## 概要
霧ヶ峰の火山活動は八ヶ岳連峰とほぼ同時期の約140万年前からで、現在のような地形になったのは約30万年前である。最高峰は1,925 mの車山。車山山頂は気象レーダー観測所があり、360度の展望が素晴らしい。霧の発生が多いことで知られており、1963年（昭和38年）には年間293日霧を観測した。

### 国定公園
霧ヶ峰は車山を中心にその外輪山と白樺湖、ガボッチョ、強清水、和田峠などに囲まれた台地で、八ヶ岳中信高原国定公園内にあり面積は約3000ヘクタールである。霧ヶ峰には、国の天然記念物に指定されている標高1,630 mの八島ヶ原湿原や踊場湿原、車山湿原がある。
山地帯夏緑樹林と亜高山帯針葉樹林の境界付近に存在する。5月下旬には、コバイケイソウ、6月中旬にはレンゲツツジ、7月中旬にはニッコウキスゲといった植物が見頃を迎える。特に、ニッコウキスゲは、「ニッコウキスゲの道」と呼ばれる遊歩道が整備されている程である。

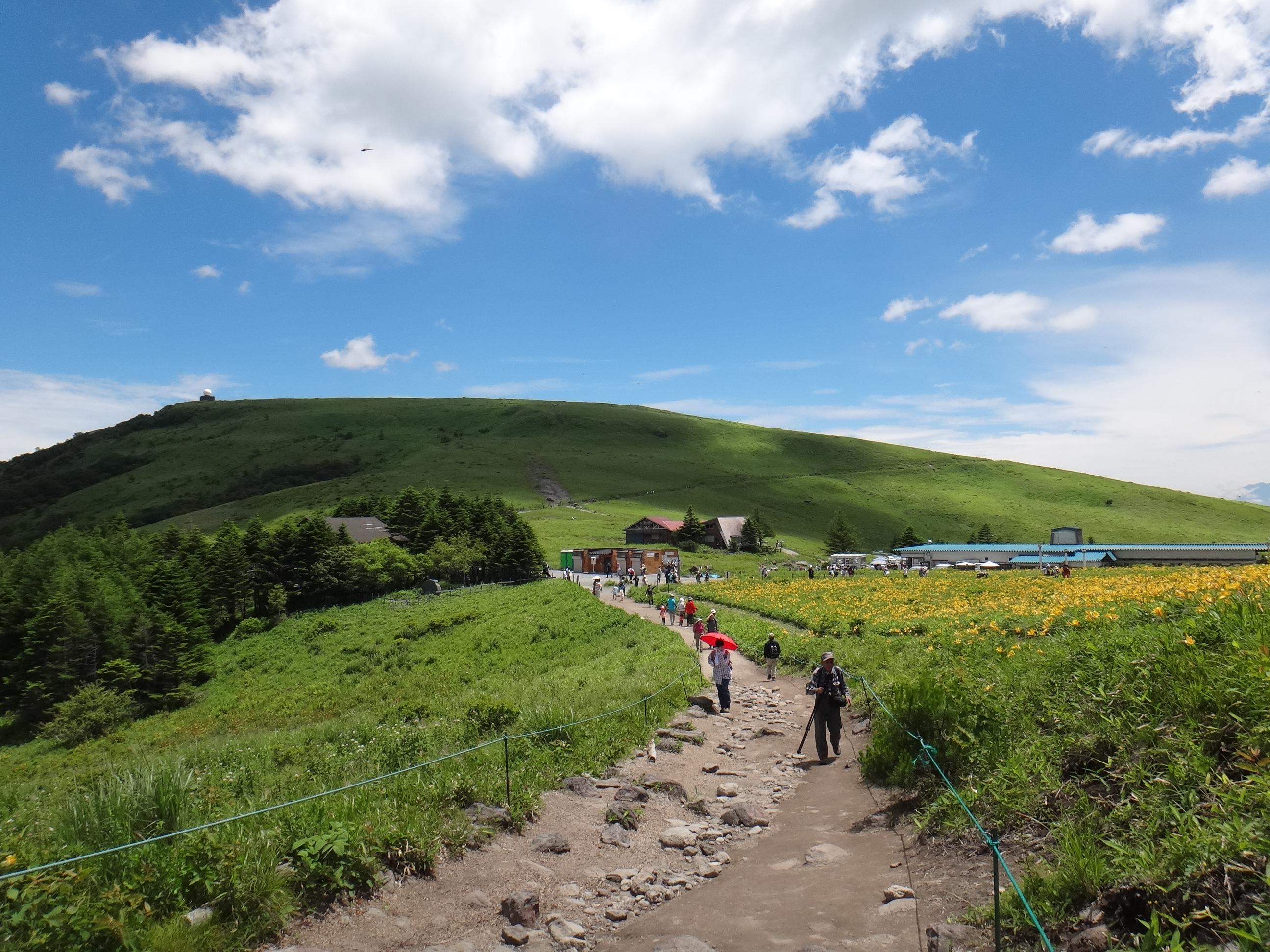
ニッコウキスゲが咲き誇る車山肩
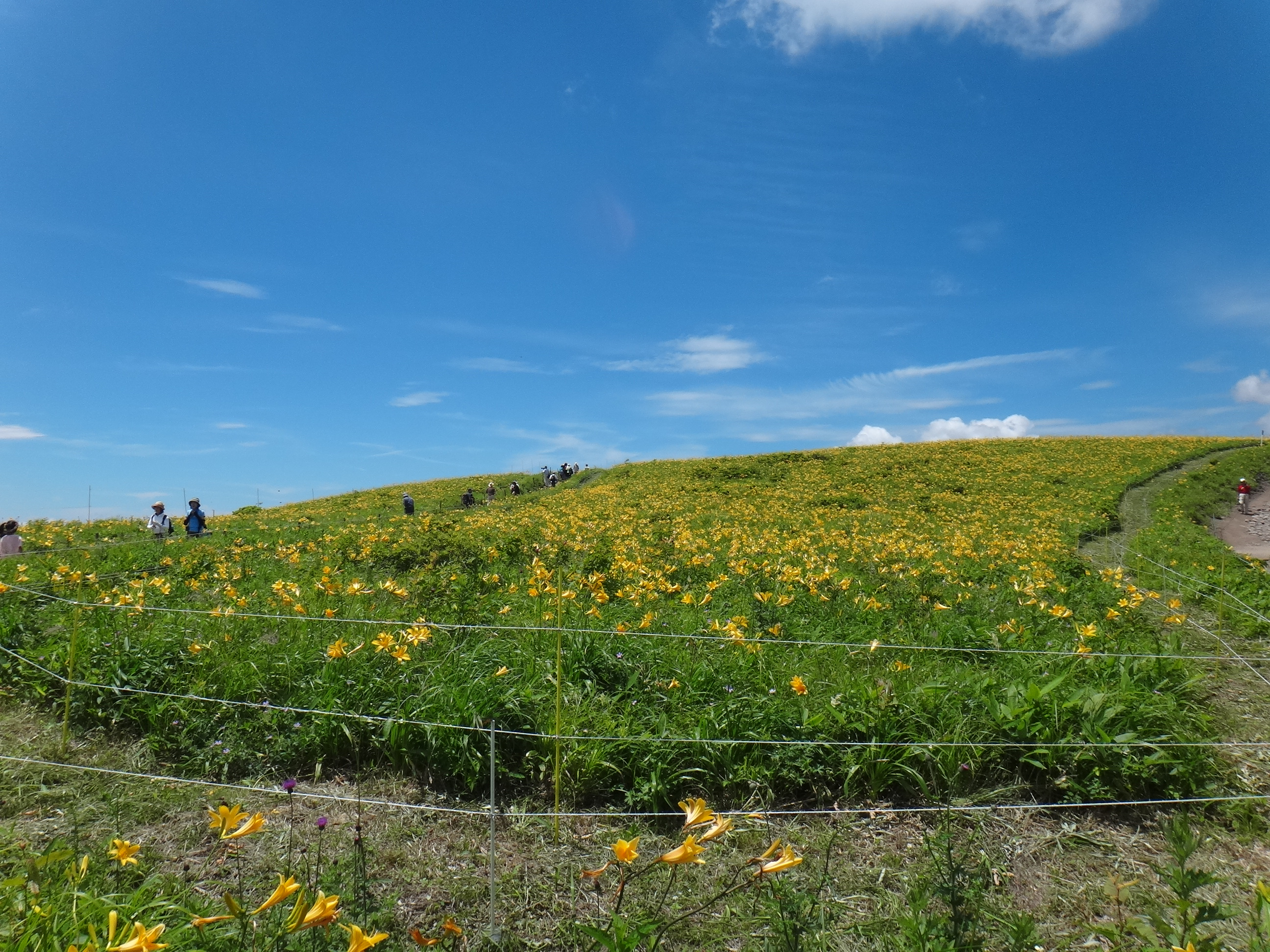
車山肩のニッコウキスゲ

### 山体を構成する主な山
- 車山（1,925 m）
- 殿城山（1,800 m）
- 蝶々深山（1,836 m）
- 南の耳（1,838 m）
- 北の耳（1,829 m）
- 大笹峰（1,807 m）
- 男女倉山（1,776 m）
- 鷲ヶ峰（1,798 m）

## 自然環境

### 植物
霧ヶ峰の植生は草原、湿原、樹叢に分けることができる。

#### 草原
霧ヶ峰の草原は採草地にするために形成された二次草原である。古来、カヤ類が刈り取られ利用されてきたため、山頂部は草原となっている。

#### 湿原
- 八島ヶ原湿原

日本を代表する高層湿原の一つ。ミズゴケ類を主として、植物が腐らないで泥炭層として堆積、8,500から10,000年ほど前に形成された。鎌ヶ池と八島ヶ池、鬼ヶ泉水などの池があり、木道が整備されていて、湿原を一周できる
- 踊場湿原（池のくるみ）[4]
- 車山湿原

以上3か所の湿原植物群落は1939年に国の天然記念物に指定。1960年に以上3件を統合し、「霧ヶ峰湿原植物群落」の名称であらためて天然記念物に指定されている。

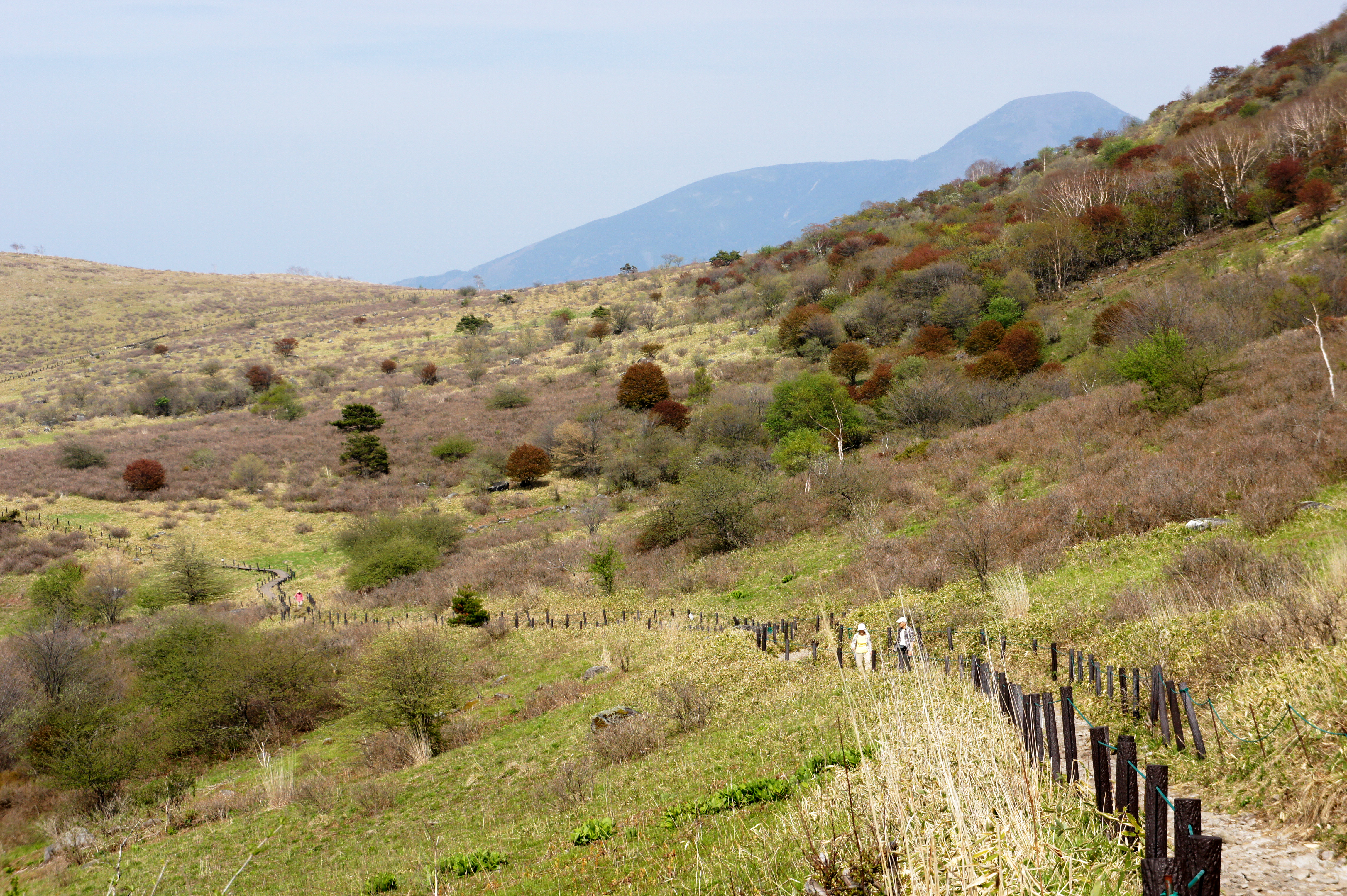
車山湿原
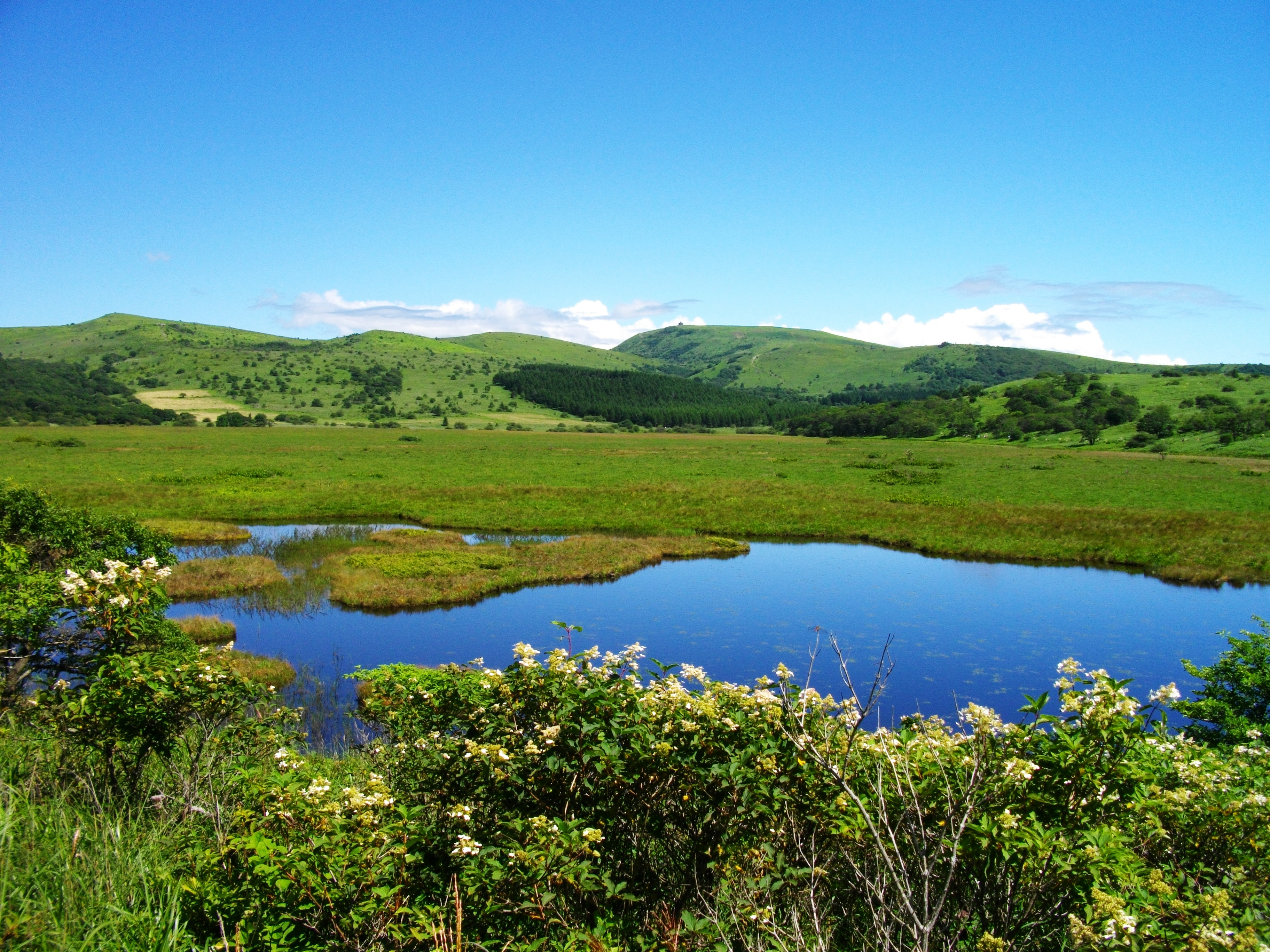
八島ヶ池
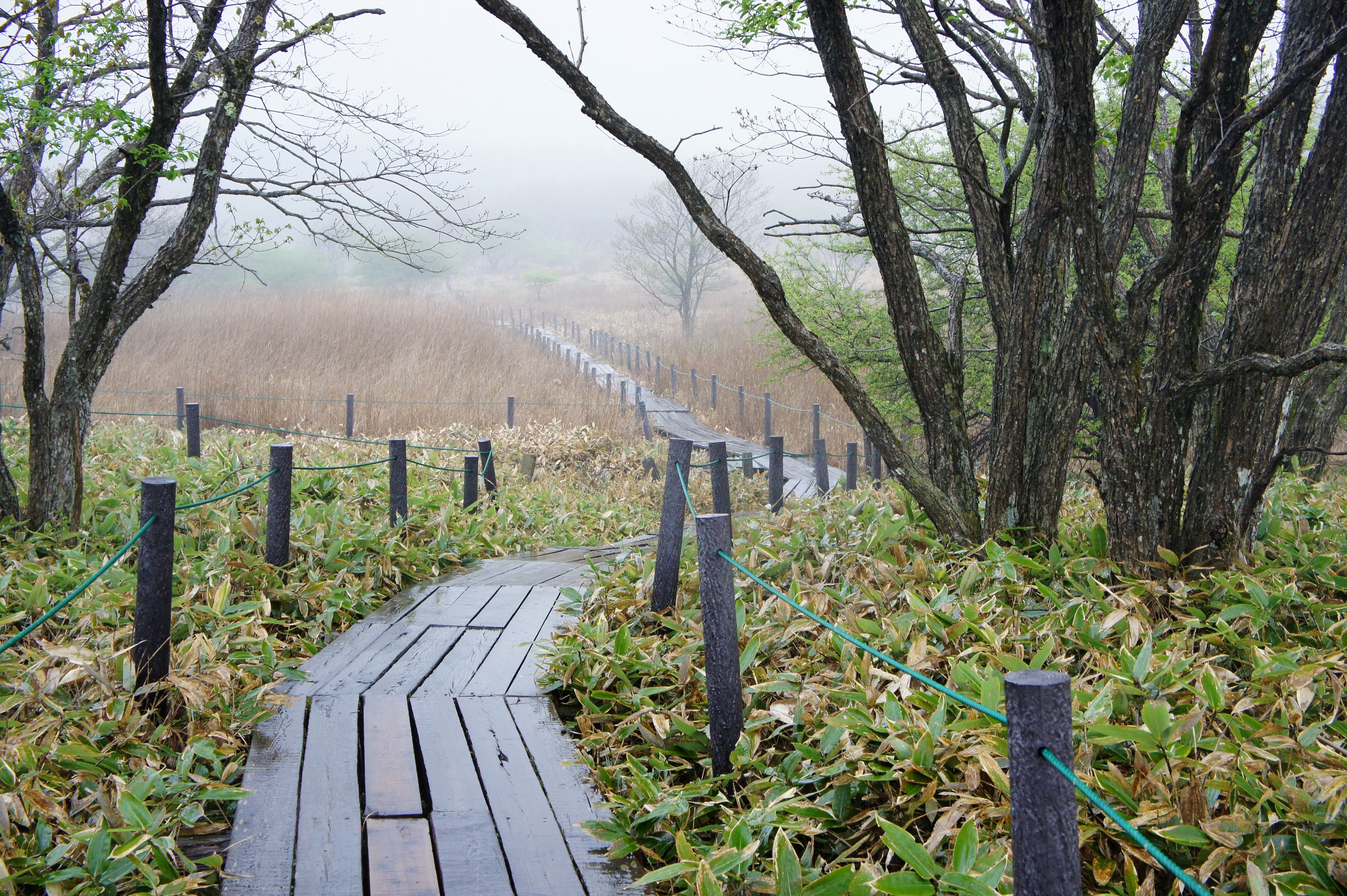
八島ヶ原湿原

#### 樹叢
岩場の多い霧ヶ峰で森林が残されている場所を樹叢といい、植物種を豊かにするとともに動物の生息の場になっている。
なお、霧ヶ峰特有の植物の個体群、「キリガミネ」が名に付く植物が6種ある。

### 動物
霧ヶ峰には約40種の哺乳類、39種の鳥類が確認されている。ニホンジカの増加による花芽や樹皮の食害が懸念されている。

## 文化・歴史
黒曜石産地であり付近には旧石器時代から縄文時代にかけての遺跡（八島遺跡群、ジャッコッパラ遺跡群など）が存在する。 
中世になると、御射山（みさやま）の祭りが催され、武士達が狩りや弓矢等の腕比べをしていた（流鏑馬）。現在も旧御射山遺跡として、祭りの時に利用されたと推定される祭壇が神社を囲むように三方の丘の中腹に残っている。野焼きが行われるようになり、草原化していくのもこの頃である。
近世、明治時代になると、美しい花の咲く景勝地として知られはじめる。諏訪出身の歌人である島木赤彦は、「霧ヶ峰登りつくせば眼の前に草野ひらけて花咲きつづく」などの歌を残している。

## 登山

### 周辺にある小屋
- コロボックル・ヒュッテ
- ヒュッテ・ジャヴェル
- クヌルプ・ヒュッテ
- ヒュッテ御射山
- 八島山荘
- 奥霧ヶ峰八島高原荘
- 鷲が峰ひゅって
- ロベンド・ヒュッテ
- ヒュッテ霧ヶ峯

### 隣接する山
- 美ヶ原
- 蓼科山
- 八ヶ岳連峰

## 利用

### グライダー
霧ヶ峰は藤原咲平らの尽力で日本グライダー発祥の地といわれ、土日休日を始め、グライダーが飛行している。滑走路付近には、グライダーふれあい館があり、機体の展示等を行っている。歴史は古く、大正時代からグライダーの飛行は行われていた。戦後、グライダーに関する全ては破棄されたが、1952年（昭和27年）に再開され、現在も盛んにグライダーの飛行が行われている。

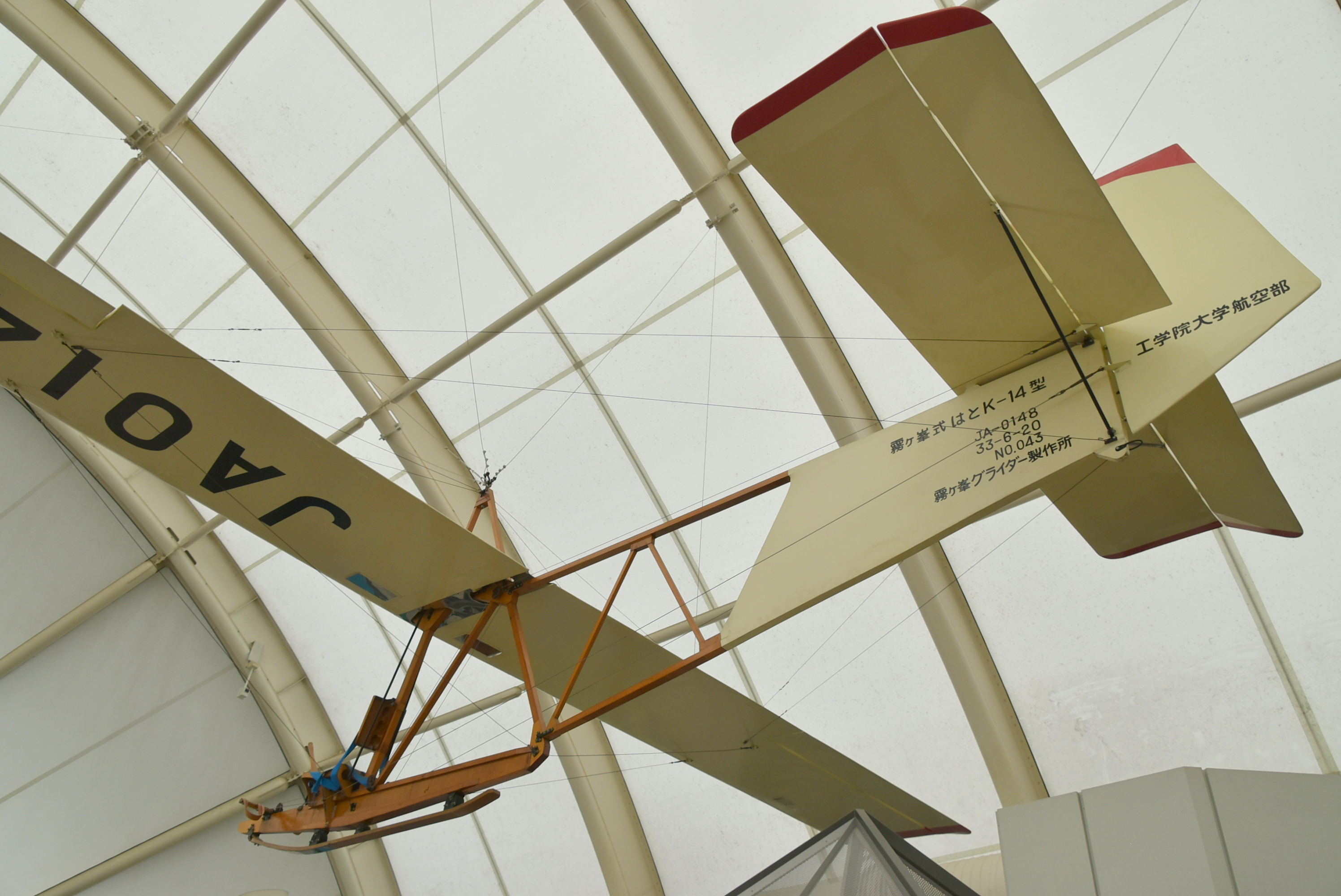
霧ヶ峰式はとK-14型

### スキー場
諏訪市上諏訪地所に「ファミリーゲレンデ霧ヶ峰スキー場」があり、茅野市北山地所に「車山高原スキー場」がある。

### 観光の影響
霧ヶ峰では団体客が集中しており、マイカーによる渋滞、観光客の移動によって持ち込まれた外来種の拡大などが問題になっている。
霧ケ峰高原のドライブイン「霧の駅」が約40年にわたって営業していたが、老朽化により2022年5月31日で営業を終了することになった。

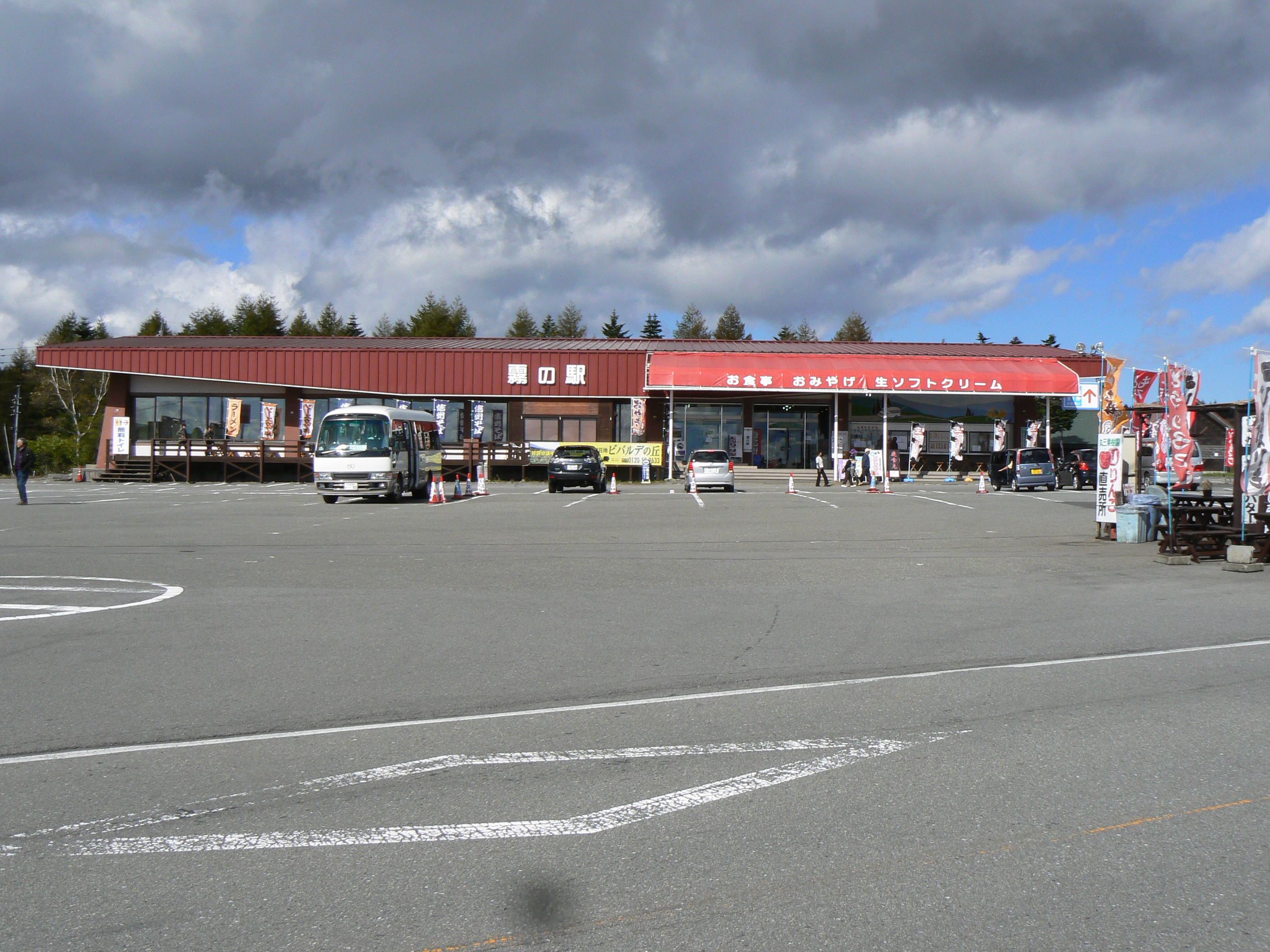
2011年当時のドライブイン霧の駅

## 交通
- JR東日本中央本線上諏訪駅諏訪湖口から、バス30分。
- 中央自動車道諏訪ICから、国道20号、長野県道194号霧ヶ峰東餅屋線経由17km
- 上信越自動車道佐久ICから、白樺湖経由

## 山火事
- 2013年4月28日午前9時40分ごろ、下草や雑木などを焼く火入れの火が燃え広がり約7時間にわたって延焼[10]。焼失面積は154ヘクタール[10]。
- 2023年5月4日午後1時30分ごろ、ガボッチョ山山頂付近から出火して霧ヶ峰高原に燃え広がって延焼[11]。焼失面積は9万平方メートル以上とみられている[11]。茅野市災害対策本部は翌5日午前7時前に鎮圧したと発表し、緑の村別荘地と車山高原別荘地に出されていた避難指示は午前7時に解除された[12]。

## ギャラリー

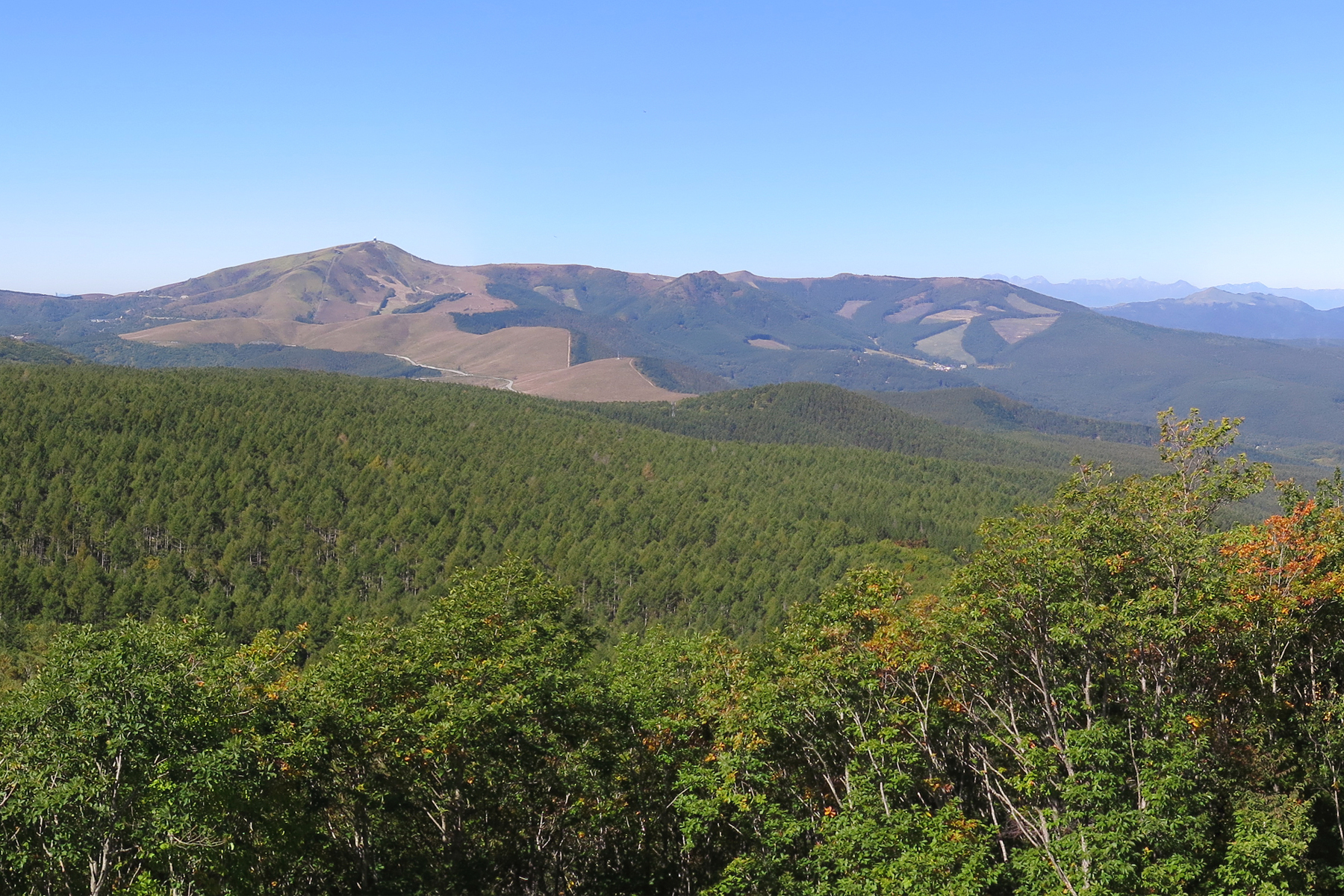
霧ヶ峰火山を東から望む。左の峰が車山。右端が大笹峰。
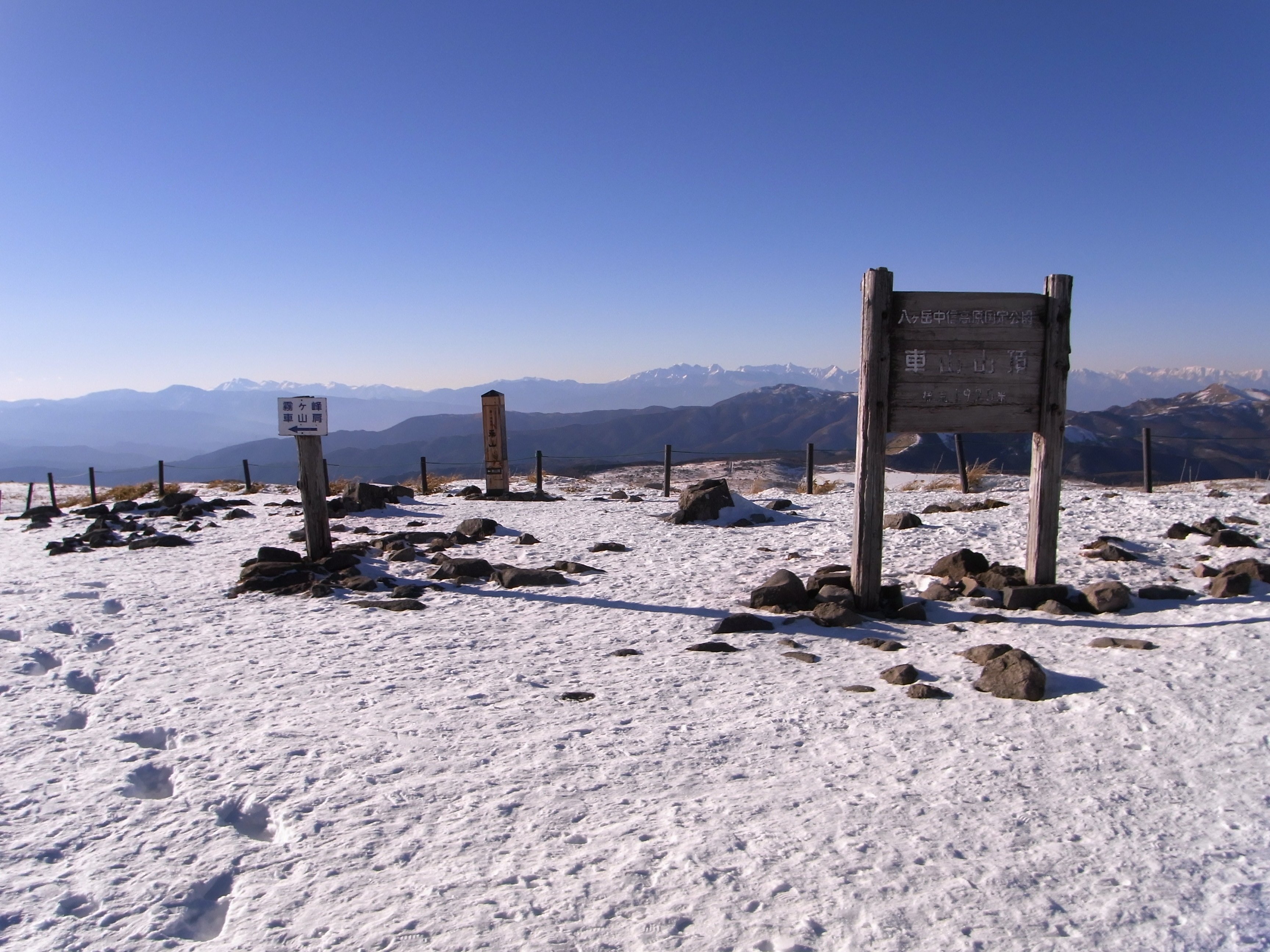
車山 山頂
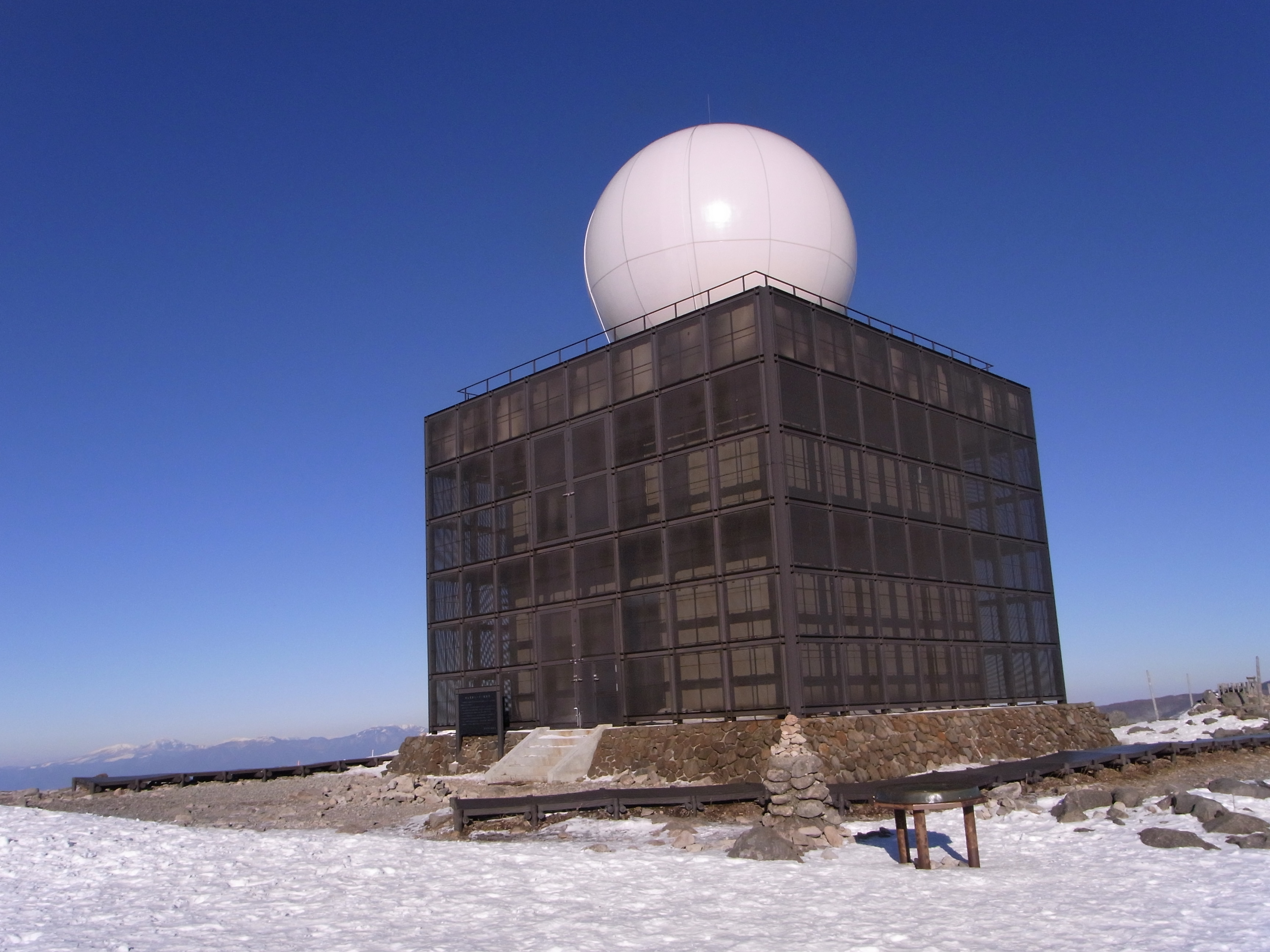
車山気象レーダー観測所
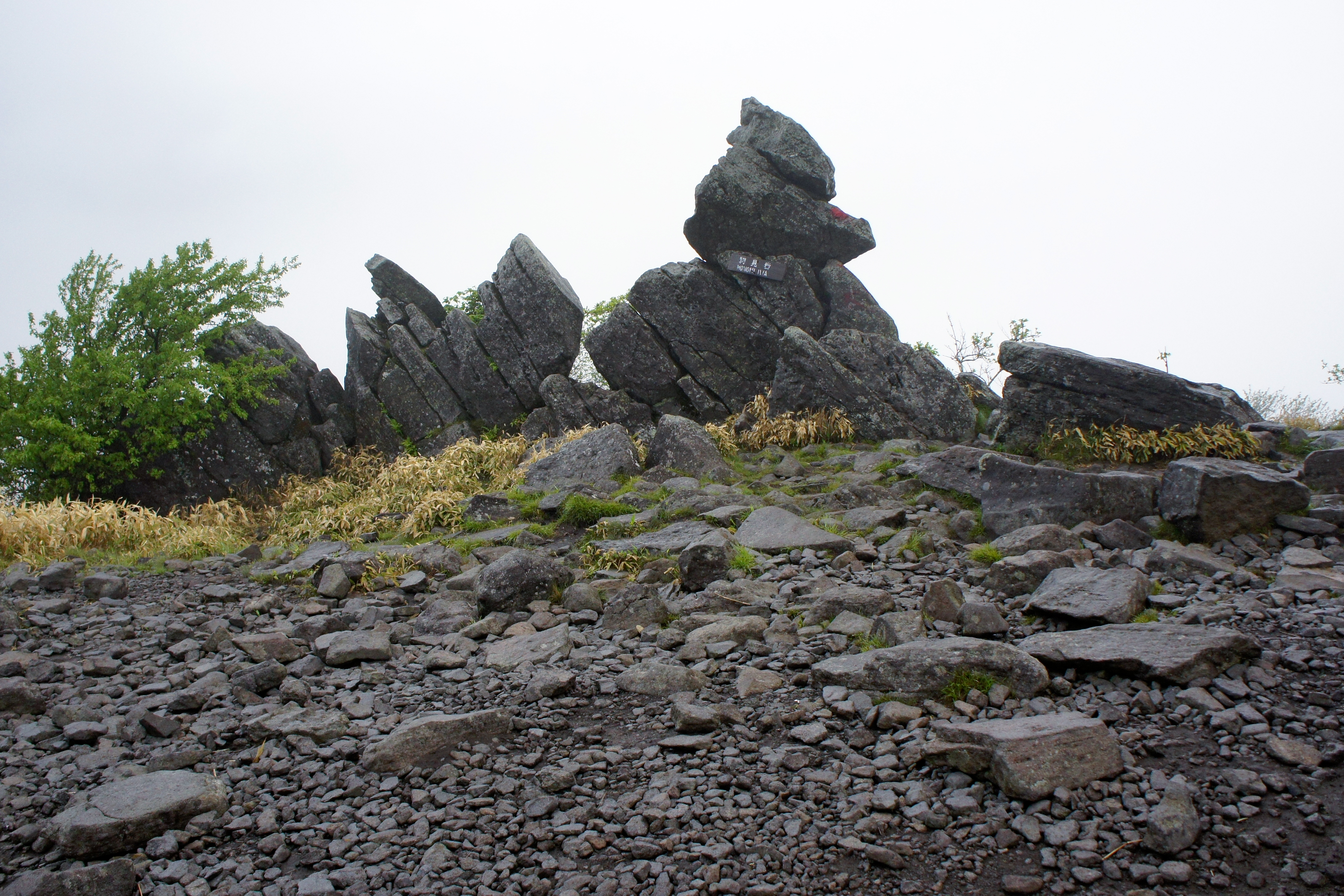
物見岩
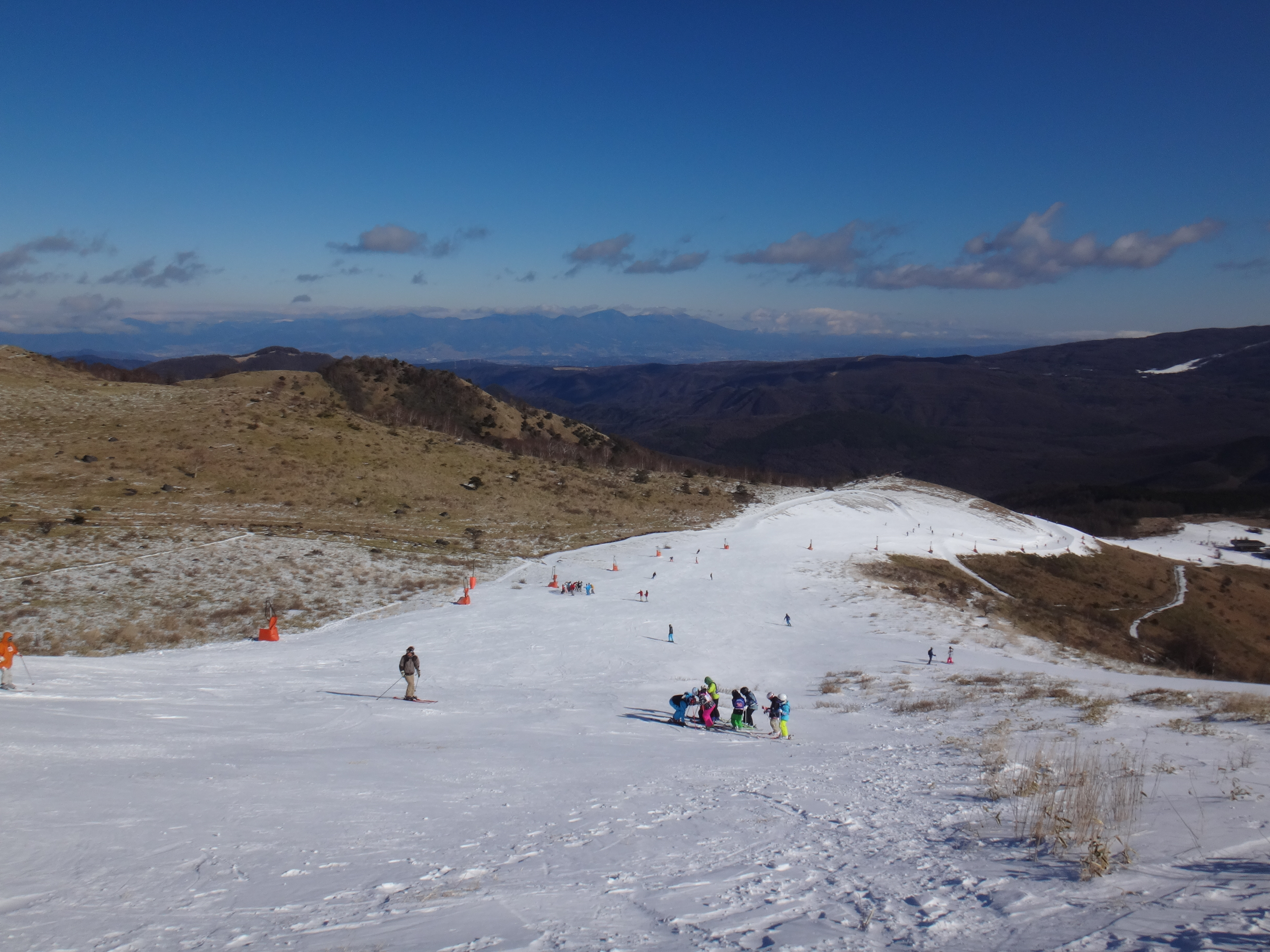
車山高原スキー場
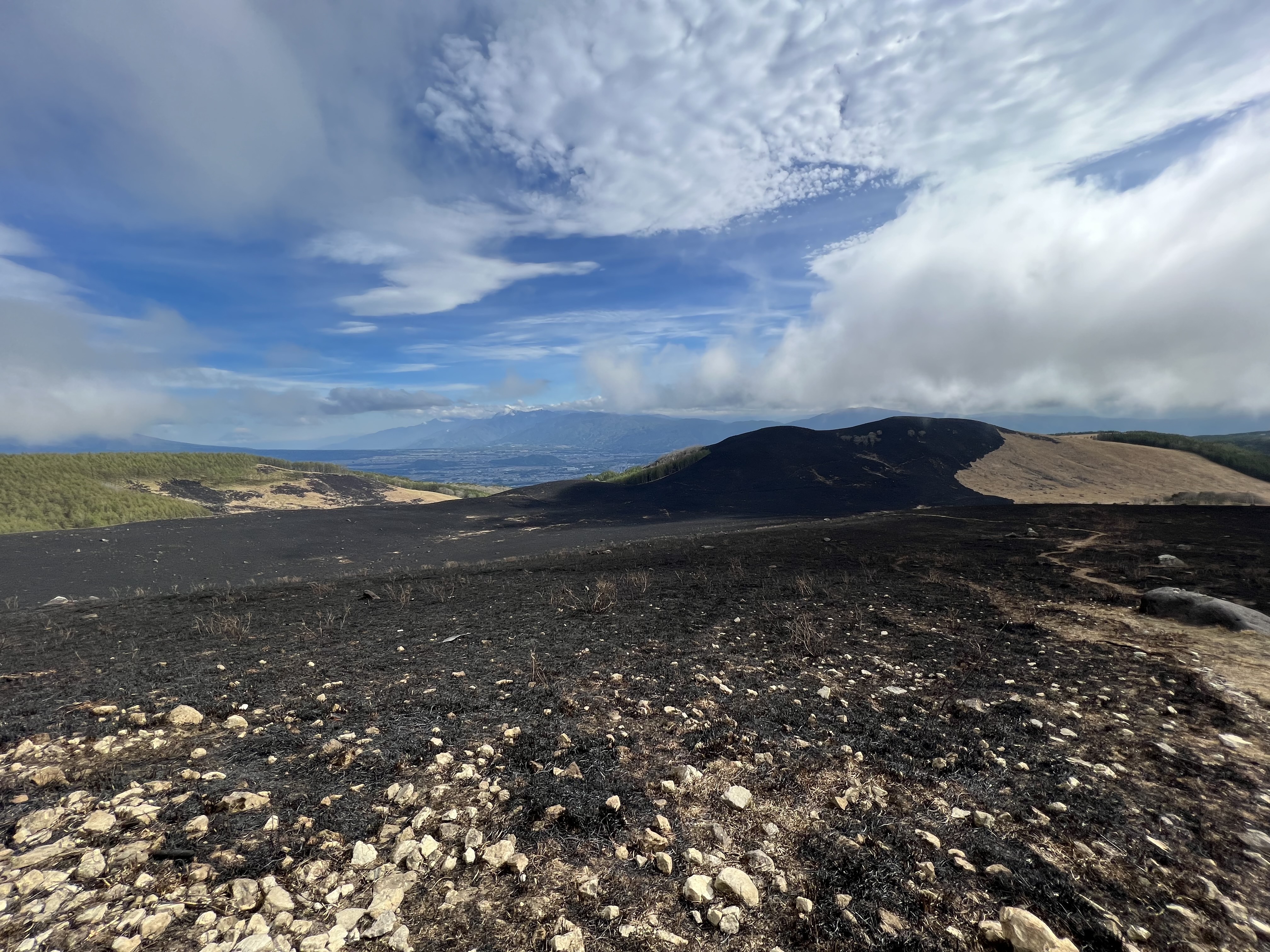
2023年5月4日の火事後の様子

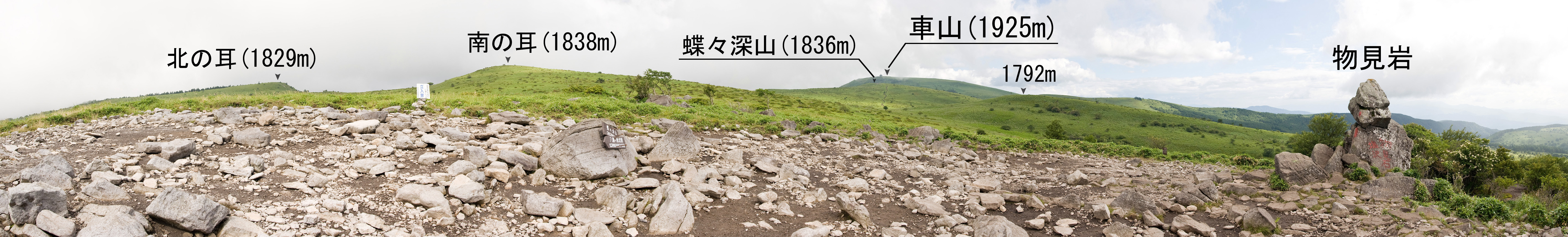
物見岩より霧ヶ峰の山々

## 舞台となった作品
映画
- 冒険者カミカゼ -ADVENTURER KAMIKAZE- （主演 ： 千葉真一、1981年） - ストーリーの中心となる舞台。
- バースデーカード（主演:橋本愛、2016年）

小説
- 愛の疾走（三島由紀夫） - 主人公の2人が結ばれる場所。
- 霧の子孫たち(新田次郎) - ストーリーの中心となる舞台。

ミュージックビデオ
- AAA「Love Is In The Air」 - MVの撮影地
- 華原朋美「HOWEVER」

アニメ
- ヤマノススメ セカンドシーズン
- ゆるキャン△ 第4話

漫画
- ヤマノススメ4巻

ゲーム
- ヘブンバーンズレッド - 3章および4章前半の主戦場

エアコン
- 霧ヶ峰（三菱電機）